# برونو أنطونيو دوس سانتوس
برونو أنطونيو دوس سانتوس هو لاعب كرة قدم برازيلي، ولد في 13 يونيو 1995 في خاراغوا دو سول في البرازيل. لعب مع نادي فيغورينسي.

## وصلات خارجية
- برونو أنطونيو دوس سانتوس على موقع قاعدة بيانات كرة القدم.إي يو (الإنجليزية)
- برونو أنطونيو دوس سانتوس على موقع Soccerway.com (الإنجليزية)